# Alexandra van der Geer
Alexandra Anna Enrica van der Geer (* 23. Januar 1963 in Amsterdam) ist eine niederländische Paläontologin, die sich vor allem mit der fossilen Säugetierfauna auf Inseln befasst.

## Leben
Van der Geer ist die Tochter von Kees van der Geer und Bep van Hoof. Nach ihrer voruniversitären Ausbildung am Eemland College in Amersfoort studierte sie ab 1981 an der Universität Utrecht, wo sie 1987 in Veterinärmedizin zum Master graduierte. Ab 1984 studierte sie an derselben Universität Sprachen und Kulturen Süd- und Südostasiens, wo sie 1992 einen Master-Abschluss in Indologie erlangte.
Von 1993 bis 1998 studierte sie am Zentrum für nicht-westliche Studien der Universität Leiden, wo sie mit der Dissertation The Bhāsa problem. A statistical research into its solution einen Doktortitel in Indologie bekam. Ab 1999 nahm sie unter der Leitung von Paul Sondaar und Gerard Klein Hofmeijer an den Ausgrabungsarbeiten in der Grotta Corbeddu auf Sardinien teil, in der pleistozäne und holozäne Überreste von Megaloceros, Nesiotites, Cynotherium sardous und dem Sardischen Pfeifhasen entdeckt wurden. 2014 wurde sie mit der Doktorarbeit The impact of isolation: Evolutionary processes in Hoplitomeryx unter der Leitung von Jelle Reumer und John de Vos im Fachbereich Geowissenschaften der Universität Utrecht ein weiteres Mal zum Ph.D. promoviert.
Von 1993 bis 1997 war sie Lehrassistentin am Zentrum für nicht-westliche Studien der Universität Leiden. Von 1999 bis 2002 war sie wissenschaftliche Assistentin an der Universität Leiden. Im Jahr 2003 erhielt sie ein zweijähriges Stipendium der Jan-Gonda-Stiftung (Koninklijke Akademie van Wetenschappen) für ein Postdoc-Projekt zur Analyse und Beschreibung der Darstellung, Funktion und Rolle von Tieren in südasiatischen Steinskulpturen. Von 2005 bis 2007 war wissenschaftliche Mitarbeiterin an der Abteilung für historische Geologie und Paläontologie der Nationalen und Kapodistrias-Universität Athen. Seit 2009 ist sie Paläontologin am Naturalis Biodiversity Center in Leiden. 2013 kehrte sie als Teilnehmerin des vom Europäischen Sozialfonds geförderten Projekts Isolario nach Athen zurück.
In den frühen 2000er Jahren spezialisierte sich van der Geer auf die Evolution und das Aussterben insularer Säugetiere, mit einem Schwerpunkt auf dem Pleistozän des Mittelmeeres. Weitere Interessen sind die Biogeographie un Ethnozoologie auf Inseln, die Vergleichende Morphologie, insbesondere die Inselverzwergung von Elefanten, Hirschen und Flusspferden, die Ethnobiologie sowie die Säugetiersystematik und -phylogenie.
Van der Geer arbeitet laufend mit internationalen Institutionen zusammen, darunter mit der State University of New York, dem American Museum of Natural History, der Brown University in Rhode Island, dem Field Museum of Natural History, der University of Wollongong und der Universität La Sapienza.

## Schriften
- Animals in Stone: Indian Mammals Sculptured Through Time, 2008
- (mit George Lyras, John de Vos, Michael Dermitzakis) Fossil Folklore from India: the Siwalik Hills and the Mahâbhârata, 2008
- (mit George Lyras, John de Vos, Michael Dermitzakis) Hoe Dieren op Eilanden Evolueren, 2009
- (mit George Lyras, John de Vos, Michael Dermitzakis) Evolution of Island Mammals: Adaptation and Extinction of Placental Mammals on Islands, 2011 (2. überarbeitete Auflage, 2021)